# SM-veckan 2019 (vinter)
SM-veckan vinter 2019 avgjordes i Sundsvall 28 januari–3 februari och var den tionde upplagan av SM-veckan. Tävlingarna var ett samarrangemang mellan Sundsvalls kommun, Riksidrottsförbundet och Sveriges Television.

## Sporter
- Alpinrodel
- Alpint (parallellslalom)
- Badminton
- Boule
- Bowling
- Brottning
- Crosskart
- Cykeltrial
- Danssport
- Draghundsport
- Dragkamp
- Freeskiing (big air)
- Artistisk gymnastik
- Längdskidåkning
- Radiostyrd bilsport
- Rally (sprint)
- Rallycross
- Rullstolsrugby
- Skicross
- Snowboard (big air)
- Softboll
- Stadioncross (snöskoter)
- Styrkelyft
- Virtuell bilsport
- X-trial